# Curling op de Olympische Winterspelen 2018
Curling is een van de sporten die beoefend werden tijdens de Olympische Winterspelen 2018 in Pyeongchang. De wedstrijden vonden plaats in het Gangneung Curling Centre.
Nieuw op het programma was het gemengddubbel, bij dit onderdeel bestaat een team uit een mannelijke en een vrouwelijke curler.

## Wedstrijdschema
| Datum       | Lokale tijd | MET   | Mannen               | Vrouwen              | Gemengddubbel |
| ----------- | ----------- | ----- | -------------------- | -------------------- | ------------- |
| 8 februari  | 09:05       | 01:05 |                      |                      | Groepsfase    |
| 8 februari  | 20:05       | 12:05 |                      |                      | Groepsfase    |
| 9 februari  | 08:35       | 00:35 |                      |                      | Groepsfase    |
| 9 februari  | 13:35       | 5:35  |                      |                      | Groepsfase    |
| 10 februari | 09:05       | 01:05 |                      |                      | Groepsfase    |
| 10 februari | 20:05       | 12:05 |                      |                      | Groepsfase    |
| 11 februari | 09:05       | 01:05 |                      |                      | Groepsfase    |
| 11 februari | 20:05       | 12:05 |                      |                      | Groepsfase    |
| 12 februari | 09:05       | 01:05 |                      |                      | Halve finale  |
| 12 februari | 20:05       | 12:05 |                      |                      | Halve finale  |
| 13 februari | 09:05       | 01:05 |                      |                      | 3e/4e plaats  |
| 13 februari | 20:05       | 12:05 |                      |                      | Finale        |
| 14 februari | 09:05       | 01:05 | Groepsfase           |                      |               |
| 14 februari | 14:05       | 6:05  |                      | Groepsfase           |               |
| 14 februari | 20:05       | 12:05 | Groepsfase           |                      |               |
| 15 februari | 09:05       | 01:05 |                      | Groepsfase           |               |
| 15 februari | 14:05       | 6:05  | Groepsfase           |                      |               |
| 15 februari | 20:05       | 12:05 |                      | Groepsfase           |               |
| 16 februari | 09:05       | 01:05 | Groepsfase           |                      |               |
| 16 februari | 14:05       | 6:05  |                      | Groepsfase           |               |
| 16 februari | 20:05       | 12:05 | Groepsfase           |                      |               |
| 17 februari | 09:05       | 01:05 |                      | Groepsfase           |               |
| 17 februari | 14:05       | 6:05  | Groepsfase           |                      |               |
| 17 februari | 20:05       | 12:05 |                      | Groepsfase           |               |
| 18 februari | 09:05       | 01:05 | Groepsfase           |                      |               |
| 18 februari | 14:05       | 6:05  |                      | Groepsfase           |               |
| 18 februari | 20:05       | 12:05 | Groepsfase           |                      |               |
| 19 februari | 09:05       | 01:05 |                      | Groepsfase           |               |
| 19 februari | 14:05       | 6:05  | Groepsfase           |                      |               |
| 19 februari | 20:05       | 12:05 |                      | Groepsfase           |               |
| 20 februari | 09:05       | 01:05 | Groepsfase           |                      |               |
| 20 februari | 14:05       | 6:05  |                      | Groepsfase           |               |
| 20 februari | 20:05       | 12:05 | Groepsfase           |                      |               |
| 21 februari | 09:05       | 01:05 |                      | Groepsfase           |               |
| 21 februari | 14:05       | 6:05  | Groepsfase           |                      |               |
| 21 februari | 20:05       | 12:05 |                      | Groepsfase           |               |
| 22 februari | 09:05       | 01:05 | Tiebreak groepsfase1 | Tiebreak groepsfase1 |               |
| 22 februari | 20:05       | 12:05 | Halve finale         |                      |               |
| 23 februari | 015:35      | 07:35 | 3e/4e plaats         |                      |               |
| 23 februari | 20:05       | 12:05 |                      | Halve finale         |               |
| 24 februari | 015:35      | 07:35 | Finale               |                      |               |
| 24 februari | 20:05       | 12:05 |                      | 3e/4e plaats         |               |
| 25 februari | 09:05       | 01:05 |                      | Finale               |               |

1 Tiebreak wedstrijden worden alleen gespeeld wanneer ze nodig zijn om de halve finales te kunnen bepalen.

## Medailles

### Medaillewinnaars
| Onderdeel     | Goud | Goud                                                                        | Zilver | Zilver                                                                   | Brons | Brons                                                                      |
| ------------- | ---- | --------------------------------------------------------------------------- | ------ | ------------------------------------------------------------------------ | ----- | -------------------------------------------------------------------------- |
| Mannen        | USA  | John Shuster Tyler George Matt Hamilton John Landsteiner Joe Polo           | SWE    | Niklas Edin Oskar Eriksson Rasmus Wranå Christoffer Sundgren Henrik Leek | SUI   | Benoît Schwarz Claudio Pätz Peter de Cruz Valentin Tanner Dominik Märki    |
| Vrouwen       | SWE  | Anna Hasselborg Agnes Knochenhauer Sofia Mabergs Sara McManus Jennie Wåhlin | KOR    | Kim Cho-hi Kim Eun-jung Kim Kyeong-ae Kim Seon-yeong Kim Yeong-mi        | JPN   | Satsuki Fujisawa Mari Motohashi Yumi Suzuki Chinami Yoshida Yurika Yoshida |
| Gemengddubbel | CAN  | Kaitlyn Lawes John Morris                                                   | SUI    | Jenny Perret Martin Rios                                                 | NOR * | Kristin Skaslien Magnus Nedregotten                                        |

* kregen alsnog de bronzen medaille toebedeeld nadat de Rus Aleksandr Kroesjelnitski betrapt werd op dopinggebruik

### Medaillespiegel
| Plaats | Land        | NOC    | Goud | Zilver | Brons | Totaal |
| ------ | ----------- | ------ | ---- | ------ | ----- | ------ |
| 1      | SWE         | SWE    | 1    | 1      | 0     | 2      |
| 2      | Canada      | CAN    | 1    | 0      | 0     | 1      |
| 2      | USA         | USA    | 1    | 0      | 0     | 1      |
| 4      | Zwitserland | SUI    | 0    | 1      | 1     | 2      |
| 5      | KOR         | KOR    | 0    | 1      | 0     | 1      |
| 6      | Noorwegen   | NOR    | 0    | 0      | 1     | 1      |
| 6      | Japan       | JPN    | 0    | 0      | 1     | 1      |
| Totaal | Totaal      | Totaal | 3    | 3      | 3     | 9      |

## Kwalificatie
De kwalificatie vond plaats op basis van de wereldkampioenschappen in 2016 en 2017, verder vielen er voor de dames en heren ook nog twee plaatsen te verdienen op een kwalificatietoernooi.